# Concilio de Llantada
Concilio de Llantada fue un concilio de obispos católicos de la Iglesia castellano-leonesa que tuvo lugar en Lantadilla en torno al verano u otoño de 1068.
Tres años antes se había celebrado el Concilio de Nájera, 1065, en presencia de Sancho Garcés IV de Pamplona, probablemente auspiciado por el cardenal presbítero Hugo Cándido, enviado por Alejandro II con la misión de introducir el rito romano en sustitución del rito mozárabe. El escaso éxito de la misión del legado papal alentó la convocatoria del concilio de 1067, siendo en este caso en terrenos de Castilla, que entonces se constituía como reino independiente.
En el concilio celebrado en Llantada, reinando Sancho II de Castilla, se restauró de manera oficial la antigua diócesis de Oca.